# EHF Champions League der Frauen 2017/18
An der EHF Champions League 2017/18 nahmen insgesamt 22 Handball-Vereinsmannschaften teil, die sich in der vorangegangenen Saison in ihren Heimatländern für den Wettbewerb qualifiziert hatten. Es war die 58. Austragung der EHF Champions League bzw. des Europapokals der Landesmeister. Der ungarische Verein Győri ETO KC verteidigte seinen Titel.

## Modus
Qualifikation: Die Qualifikation wird im Rahmen mehrerer Turniere ausgetragen: Zwei Gruppen à vier Teams. Pro Gruppe qualifizierte sich das beste Team.
Gruppenphase
Es gibt vier Gruppen mit je vier Mannschaften. In einer Gruppe spielt jeder gegen jeden ein Hin- und Rückspiel; die jeweils drei Gruppenbesten erreichen die Hauptrunde.
Hauptrunde
Es gibt zwei Gruppen mit je sechs Mannschaften. In einer Gruppe spielt jeder gegen jeden ein Hin- und Rückspiel; die vier bestplatzierten Mannschaften jeder Gruppe erreichen das Viertelfinale.
Viertelfinale: Das Viertelfinale wird im K.-o.-System mit Hin- und Rückspiel gespielt. Der Gewinner jeder Partie zieht in das Halbfinale ein.
Final Four: Die Gewinner der Viertelfinalspiele nehmen am Final-Four-Turnier teil. Das Halbfinale wird im K.-o.-System gespielt. Die Gewinner jeder Partie ziehen in das Finale ein. Die Verlierer jeder Partie ziehen in das Spiel um den dritten Platz ein. Es wird pro Halbfinale nur ein Spiel ausgetragen. Auch das Finale und das Spiel um Platz drei wird im einfachen Modus ausgespielt.

## Qualifikation
Die Auslosung der Qualifikation fand am 29. Juni 2017 in Wien statt.

### Qualifikationsturniere

#### Gruppe 1
Das Turnier der Gruppe 1 fand am 9. und 10. September 2017 in Kristiansand statt.
Die Halbfinalspiele der Gruppe 1 fanden am 9. September 2017 statt. Der Gewinner jeder Partie zog in das Finale, um die Teilnahme an der Gruppenphase, ein. Die Verlierer nahmen am Spiel um die Plätze drei und vier teil.
| 9. September 2017 17:00 Uhr | Vipers Kristiansand    | 43:19   | HK Homel                 | Aquarama Kristiansand, Kristiansand Zuschauer: 1.358 Schiedsrichter: Skowronek, Brehmer |
| 9. September 2017 17:00 Uhr | meiste Tore: Sulland 8 | (27:10) | meiste Tore: M. Agbaba 5 | Aquarama Kristiansand, Kristiansand Zuschauer: 1.358 Schiedsrichter: Skowronek, Brehmer |
| 9. September 2017 17:00 Uhr | Spielbericht           |         |                          | Aquarama Kristiansand, Kristiansand Zuschauer: 1.358 Schiedsrichter: Skowronek, Brehmer |

| 9. September 2017 19:30 Uhr | ŽRK Podravka Koprivnica  | 21:17   | Kastamonu Belediyesi GSK | Aquarama Kristiansand, Kristiansand Zuschauer: 170 Schiedsrichter: Kijauskaitė, Žalienė |
| 9. September 2017 19:30 Uhr | meiste Tore: Nemaškalo 7 | (11:11) | meiste Tore: Elez 9      | Aquarama Kristiansand, Kristiansand Zuschauer: 170 Schiedsrichter: Kijauskaitė, Žalienė |
| 9. September 2017 19:30 Uhr | Spielbericht             |         |                          | Aquarama Kristiansand, Kristiansand Zuschauer: 170 Schiedsrichter: Kijauskaitė, Žalienė |

Das Spiel der Verlierer fand am 10. September 2017 statt.
| 10. September 2017 16:00 Uhr | HK Homel                               | 29:28   | Kastamonu Belediyesi GSK                   | Aquarama Kristiansand, Kristiansand Zuschauer: 222 Schiedsrichter: Skowronek, Brehmer |
| 10. September 2017 16:00 Uhr | meiste Tore: Akhramenka, Tsyrybka je 5 | (13:13) | meiste Tore: Aydın, Muratović, Yılmaz je 5 | Aquarama Kristiansand, Kristiansand Zuschauer: 222 Schiedsrichter: Skowronek, Brehmer |
| 10. September 2017 16:00 Uhr | Spielbericht                           |         |                                            | Aquarama Kristiansand, Kristiansand Zuschauer: 222 Schiedsrichter: Skowronek, Brehmer |

Das Finale findet am 10. September 2017 statt. Der Gewinner der Partie nimmt an der Gruppenphase der EHF Champions League 2017/18 teil.
| 10. September 2017 18:30 Uhr | Vipers Kristiansand | 42:14  | ŽRK Podravka Koprivnica            | Aquarama Kristiansand, Kristiansand Zuschauer: 1.648 Schiedsrichter: Kijauskaitė, Žalienė |
| 10. September 2017 18:30 Uhr | meiste Tore: Aune 8 | (22:6) | meiste Tore: Džono, Nemaškalo je 3 | Aquarama Kristiansand, Kristiansand Zuschauer: 1.648 Schiedsrichter: Kijauskaitė, Žalienė |
| 10. September 2017 18:30 Uhr | Spielbericht        |        |                                    | Aquarama Kristiansand, Kristiansand Zuschauer: 1.648 Schiedsrichter: Kijauskaitė, Žalienė |

#### Gruppe 2
Das Turnier der Gruppe 2 fand am 9. und 10. September 2017 in Nordhausen statt.
Die Halbfinalspiele der Gruppe 2 fanden am 9. September 2017 statt. Der Gewinner jeder Partie zog in das Finale, um die Teilnahme an der Gruppenphase, ein. Die Verlierer nahmen am Spiel um die Plätze drei und vier teil.
| 9. September 2017 14:00 Uhr | Thüringer HC              | 31:21   | Mecalia Atlético Guardés | Wiedigsburghalle, Nordhausen Zuschauer: 1.023 Schiedsrichter: Mitrevski, Todorovski |
| 9. September 2017 14:00 Uhr | meiste Tore: Jakubisová 6 | (13:09) | meiste Tore: Egozkue 6   | Wiedigsburghalle, Nordhausen Zuschauer: 1.023 Schiedsrichter: Mitrevski, Todorovski |
| 9. September 2017 14:00 Uhr | Spielbericht              |         |                          | Wiedigsburghalle, Nordhausen Zuschauer: 1.023 Schiedsrichter: Mitrevski, Todorovski |

| 9. September 2017 16:30 Uhr | H 65 Höör                | 32:19   | Hypo Niederösterreich | Wiedigsburghalle, Nordhausen Zuschauer: 1.023 Schiedsrichter: Marić, Mašić |
| 9. September 2017 16:30 Uhr | meiste Tore: Lindqvist 7 | (14:12) | meiste Tore: Topic 5  | Wiedigsburghalle, Nordhausen Zuschauer: 1.023 Schiedsrichter: Marić, Mašić |
| 9. September 2017 16:30 Uhr | Spielbericht             |         |                       | Wiedigsburghalle, Nordhausen Zuschauer: 1.023 Schiedsrichter: Marić, Mašić |

Das Spiel der Verlierer fand am 10. September 2017 statt.
| 10. September 2017 12:30 Uhr | Mecalia Atlético Guardés | 27:29 n. S.      | Hypo Niederösterreich | Wiedigsburghalle, Nordhausen Zuschauer: 700 Schiedsrichter: Mitrevski, Todorovski |
| 10. September 2017 12:30 Uhr | meiste Tore: Egozkue 7   | (11:11), (24:24) | meiste Tore: Kiss 9   | Wiedigsburghalle, Nordhausen Zuschauer: 700 Schiedsrichter: Mitrevski, Todorovski |
| 10. September 2017 12:30 Uhr | Spielbericht             |                  |                       | Wiedigsburghalle, Nordhausen Zuschauer: 700 Schiedsrichter: Mitrevski, Todorovski |

Das Finale fand am 10. September 2017 statt. Der Gewinner der Partie nimmt an der Gruppenphase der EHF Champions League 2017/18 teil.
| 10. September 2017 15:00 Uhr | Thüringer HC              | 33:24  | H 65 Höör             | Wiedigsburghalle, Nordhausen Zuschauer: 1.300 Schiedsrichter: Marić, Mašić |
| 10. September 2017 15:00 Uhr | meiste Tore: Jakubisová 8 | (16:9) | meiste Tore: Bardis 5 | Wiedigsburghalle, Nordhausen Zuschauer: 1.300 Schiedsrichter: Marić, Mašić |
| 10. September 2017 15:00 Uhr | Spielbericht              |        |                       | Wiedigsburghalle, Nordhausen Zuschauer: 1.300 Schiedsrichter: Marić, Mašić |

## Gruppenphase
Die Auslosung der Gruppenphase fand am 30. Juni 2017 in Ljubljana statt.
Es nehmen die beiden Erstplatzierten aus den Qualifikationsturnieren und die 14 Mannschaften, die sich vorher für den Wettbewerb qualifiziert haben, teil.

### Gruppen
| Gruppe A CSM Bukarest Nykøbing Falster Håndboldklub Rokometni Klub Krim Vistal Gdynia | Gruppe B Győri ETO KC GK Rostow am Don FC Midtjylland Brest Bretagne Handball | Gruppe C ŽRK Vardar SCBT Larvik HK FTC-Rail Cargo Hungaria Thüringer HC | Gruppe D ŽRK Budućnost Podgorica Metz Handball SG BBM Bietigheim Vipers Kristiansand |

#### Entscheidungen
|  | Qualifikationsplatz für die Hauptrunde |
|  | Platz des ausscheidenden Vereins       |

#### Gruppe A
| Pl. | Verein                        | Sp. | S | U | N | Tore      | Diff. | Punkte |
| --- | ----------------------------- | --- | - | - | - | --------- | ----- | ------ |
| 1.  | CSM Bukarest                  | 6   | 5 | 0 | 1 | 0192:1440 | +48   | 10     |
| 2.  | Nykøbing Falster Håndboldklub | 6   | 4 | 0 | 2 | 0168:1630 | +5    | 8      |
| 3.  | Rokometni Klub Krim           | 6   | 3 | 0 | 3 | 0159:1580 | +1    | 6      |
| 4.  | Vistal Gdynia                 | 6   | 0 | 0 | 6 | 0135:1890 | −54   | 0      |

| 7. Oktober 2017 14:30 Uhr | Nykøbing Falster Håndboldklub | 27:21   | Vistal Gdynia                       | Arena Næstved, Næstved Zuschauer: 2.035 Schiedsrichter: Žalienė, Kijauskaitė |
| 7. Oktober 2017 14:30 Uhr | meiste Tore: J. Westberg 8    | (14:10) | meiste Tore: Borysławska, Zych je 7 | Arena Næstved, Næstved Zuschauer: 2.035 Schiedsrichter: Žalienė, Kijauskaitė |
| 7. Oktober 2017 14:30 Uhr | Spielbericht                  |         |                                     | Arena Næstved, Næstved Zuschauer: 2.035 Schiedsrichter: Žalienė, Kijauskaitė |

| 7. Oktober 2017 20:00 Uhr | CSM Bukarest         | 30:18  | Rokometni Klub Krim               | Sala Polivalentă Ioan Kunst-Ghermănescu, Bukarest Zuschauer: 4.627 Schiedsrichter: Arntsen, Røen |
| 7. Oktober 2017 20:00 Uhr | meiste Tore: Neagu 8 | (15:7) | meiste Tore: Barič, Tsakalou je 4 | Sala Polivalentă Ioan Kunst-Ghermănescu, Bukarest Zuschauer: 4.627 Schiedsrichter: Arntsen, Røen |
| 7. Oktober 2017 20:00 Uhr | Spielbericht         |        |                                   | Sala Polivalentă Ioan Kunst-Ghermănescu, Bukarest Zuschauer: 4.627 Schiedsrichter: Arntsen, Røen |

| 11. Oktober 2017 20:00 Uhr | Vistal Gdynia             | 23:34  | CSM Bukarest          | Hala Sportowo-Widowiskowa Gdynia, Gdynia Zuschauer: 700 Schiedsrichter: Alpaidse, Berjoskina |
| 11. Oktober 2017 20:00 Uhr | meiste Tore: Uścinowicz 7 | (9:18) | meiste Tore: Neagu 12 | Hala Sportowo-Widowiskowa Gdynia, Gdynia Zuschauer: 700 Schiedsrichter: Alpaidse, Berjoskina |
| 11. Oktober 2017 20:00 Uhr | Spielbericht              |        |                       | Hala Sportowo-Widowiskowa Gdynia, Gdynia Zuschauer: 700 Schiedsrichter: Alpaidse, Berjoskina |

| 14. Oktober 2017 15:00 Uhr | Rokometni Klub Krim   | 27:26   | Nykøbing Falster Håndboldklub | Športna dvorana Kodeljevo, Ljubljana Zuschauer: 800 Schiedsrichter: Schulze, Tönnies |
| 14. Oktober 2017 15:00 Uhr | meiste Tore: Stanko 9 | (15:15) | meiste Tore: Kristiansen 7    | Športna dvorana Kodeljevo, Ljubljana Zuschauer: 800 Schiedsrichter: Schulze, Tönnies |
| 14. Oktober 2017 15:00 Uhr | Spielbericht          |         |                               | Športna dvorana Kodeljevo, Ljubljana Zuschauer: 800 Schiedsrichter: Schulze, Tönnies |

| 22. Oktober 2017 16:50 Uhr | Nykøbing Falster Håndboldklub           | 25:22   | CSM Bukarest           | Arena Næstved, Næstved Zuschauer: 2.876 Schiedsrichter: Jurinović, Mrvica |
| 22. Oktober 2017 16:50 Uhr | meiste Tore: Kristiansen, Westberg je 6 | (13:14) | meiste Tore: Gulldén 6 | Arena Næstved, Næstved Zuschauer: 2.876 Schiedsrichter: Jurinović, Mrvica |
| 22. Oktober 2017 16:50 Uhr | Spielbericht                            |         |                        | Arena Næstved, Næstved Zuschauer: 2.876 Schiedsrichter: Jurinović, Mrvica |

| 25. Oktober 2017 18:30 Uhr | Vistal Gdynia            | 19:29   | Rokometni Klub Krim  | Hala Sportowo-Widowiskowa Gdynia, Gdynia Zuschauer: 700 Schiedsrichter: Herczeg, Südi |
| 25. Oktober 2017 18:30 Uhr | meiste Tore: Szarawaga 5 | (10:11) | meiste Tore: Barič 6 | Hala Sportowo-Widowiskowa Gdynia, Gdynia Zuschauer: 700 Schiedsrichter: Herczeg, Südi |
| 25. Oktober 2017 18:30 Uhr | Spielbericht             |         |                      | Hala Sportowo-Widowiskowa Gdynia, Gdynia Zuschauer: 700 Schiedsrichter: Herczeg, Südi |

| 4. November 2017 15:00 Uhr | Rokometni Klub Krim             | 29:22   | Vistal Gdynia       | Športna dvorana Kodeljevo, Ljubljana Zuschauer: 900 Schiedsrichter: M. Bennani, S. Bennani |
| 4. November 2017 15:00 Uhr | meiste Tore: Barič, Stanko je 6 | (16:11) | meiste Tore: Zych 5 | Športna dvorana Kodeljevo, Ljubljana Zuschauer: 900 Schiedsrichter: M. Bennani, S. Bennani |
| 4. November 2017 15:00 Uhr | Spielbericht                    |         |                     | Športna dvorana Kodeljevo, Ljubljana Zuschauer: 900 Schiedsrichter: M. Bennani, S. Bennani |

| 4. November 2017 16:00 Uhr | CSM Bukarest         | 39:26   | Nykøbing Falster Håndboldklub | Sala Polivalentă Ioan Kunst-Ghermănescu, Bukarest Schiedsrichter: C. Bonaventura, J. Bonaventura |
| 4. November 2017 16:00 Uhr | meiste Tore: Curea 7 | (18:12) | meiste Tore: Westberg 8       | Sala Polivalentă Ioan Kunst-Ghermănescu, Bukarest Schiedsrichter: C. Bonaventura, J. Bonaventura |
| 4. November 2017 16:00 Uhr | Spielbericht         |         |                               | Sala Polivalentă Ioan Kunst-Ghermănescu, Bukarest Schiedsrichter: C. Bonaventura, J. Bonaventura |

| 10. November 2017 19:00 Uhr | Vistal Gdynia                            | 28:36   | Nykøbing Falster Håndboldklub | Hala Sportowo-Widowiskowa Gdynia, Gdynia Zuschauer: 700 Schiedsrichter: Antić, Jakovljević |
| 10. November 2017 19:00 Uhr | meiste Tore: Janiszewska, Kulwińska je 6 | (10:15) | meiste Tore: Westberg 11      | Hala Sportowo-Widowiskowa Gdynia, Gdynia Zuschauer: 700 Schiedsrichter: Antić, Jakovljević |
| 10. November 2017 19:00 Uhr | Spielbericht                             |         |                               | Hala Sportowo-Widowiskowa Gdynia, Gdynia Zuschauer: 700 Schiedsrichter: Antić, Jakovljević |

| 11. November 2017 15:00 Uhr | Rokometni Klub Krim  | 30:33   | CSM Bukarest         | Športna dvorana Kodeljevo, Ljubljana Zuschauer: 1.800 Schiedsrichter: Žalienė, Kijauskaitė |
| 11. November 2017 15:00 Uhr | meiste Tore: Benko 7 | (16:17) | meiste Tore: Neagu 9 | Športna dvorana Kodeljevo, Ljubljana Zuschauer: 1.800 Schiedsrichter: Žalienė, Kijauskaitė |
| 11. November 2017 15:00 Uhr | Spielbericht         |         |                      | Športna dvorana Kodeljevo, Ljubljana Zuschauer: 1.800 Schiedsrichter: Žalienė, Kijauskaitė |

| 19. November 2017 15:10 Uhr | Nykøbing Falster Håndboldklub | 28:26   | Rokometni Klub Krim            | Arena Næstved, Næstved Zuschauer: 2.765 Schiedsrichter: Ilieva, Karbeska |
| 19. November 2017 15:10 Uhr | meiste Tore: Westberg 5       | (11:12) | meiste Tore: Benko, Koren je 5 | Arena Næstved, Næstved Zuschauer: 2.765 Schiedsrichter: Ilieva, Karbeska |
| 19. November 2017 15:10 Uhr | Spielbericht                  |         |                                | Arena Næstved, Næstved Zuschauer: 2.765 Schiedsrichter: Ilieva, Karbeska |

| 19. November 2017 16:00 Uhr | CSM Bukarest                    | 34:22   | Vistal Gdynia                       | Sala Polivalentă Ioan Kunst-Ghermănescu, Bukarest Zuschauer: 2.200 Schiedsrichter: Vranes, Wenninger |
| 19. November 2017 16:00 Uhr | meiste Tore: Curea, Hagman je 5 | (17:14) | meiste Tore: Janiszewska, Zych je 4 | Sala Polivalentă Ioan Kunst-Ghermănescu, Bukarest Zuschauer: 2.200 Schiedsrichter: Vranes, Wenninger |
| 19. November 2017 16:00 Uhr | Spielbericht                    |         |                                     | Sala Polivalentă Ioan Kunst-Ghermănescu, Bukarest Zuschauer: 2.200 Schiedsrichter: Vranes, Wenninger |

#### Gruppe B
| Pl. | Verein                  | Sp. | S | U | N | Tore      | Diff. | Punkte |
| --- | ----------------------- | --- | - | - | - | --------- | ----- | ------ |
| 1.  | Győri ETO KC            | 6   | 5 | 0 | 1 | 0153:1260 | +27   | 10     |
| 2.  | GK Rostow am Don        | 6   | 4 | 0 | 2 | 0149:1380 | +11   | 8      |
| 3.  | FC Midtjylland          | 6   | 3 | 0 | 3 | 0134:1470 | −13   | 6      |
| 4.  | Brest Bretagne Handball | 6   | 0 | 0 | 6 | 0132:1570 | −25   | 0      |

| 7. Oktober 2017 16:00 Uhr | GK Rostow am Don        | 26:24   | Brest Bretagne Handball    | SSK Rostow am Don, Rostow am Don Zuschauer: 2.500 Schiedsrichter: Jurinović, Mrvica |
| 7. Oktober 2017 16:00 Uhr | meiste Tore: Makejewa 5 | (14:13) | meiste Tore: Stoiljković 6 | SSK Rostow am Don, Rostow am Don Zuschauer: 2.500 Schiedsrichter: Jurinović, Mrvica |
| 7. Oktober 2017 16:00 Uhr | Spielbericht            |         |                            | SSK Rostow am Don, Rostow am Don Zuschauer: 2.500 Schiedsrichter: Jurinović, Mrvica |

| 7. Oktober 2017 19:30 Uhr | Győri ETO KC           | 27:16  | FC Midtjylland             | Audi Arena, Győr Zuschauer: 5.157 Schiedsrichter: Brunovský, Čanda |
| 7. Oktober 2017 19:30 Uhr | meiste Tore: Görbicz 6 | (15:8) | meiste Tore: S. Pedersen 4 | Audi Arena, Győr Zuschauer: 5.157 Schiedsrichter: Brunovský, Čanda |
| 7. Oktober 2017 19:30 Uhr | Spielbericht           |        |                            | Audi Arena, Győr Zuschauer: 5.157 Schiedsrichter: Brunovský, Čanda |

| 15. Oktober 2017 15:00 Uhr | Brest Bretagne Handball | 23:26   | Győri ETO KC         | Brest Arena, Brest Zuschauer: 3.433 Schiedsrichter: Kurtagic, Wetterwik |
| 15. Oktober 2017 15:00 Uhr | meiste Tore: Geiger 6   | (10:13) | meiste Tore: Groot 6 | Brest Arena, Brest Zuschauer: 3.433 Schiedsrichter: Kurtagic, Wetterwik |
| 15. Oktober 2017 15:00 Uhr | Spielbericht            |         |                      | Brest Arena, Brest Zuschauer: 3.433 Schiedsrichter: Kurtagic, Wetterwik |

| 15. Oktober 2017 16:30 Uhr | FC Midtjylland                                    | 24:21   | GK Rostow am Don          | IBF Arena, Ikast Zuschauer: 1.652 Schiedsrichter: Opava, Valek |
| 15. Oktober 2017 16:30 Uhr | meiste Tore: Kristiansen, Augustesen, Løseth je 5 | (11:10) | meiste Tore: Wjachirewa 4 | IBF Arena, Ikast Zuschauer: 1.652 Schiedsrichter: Opava, Valek |
| 15. Oktober 2017 16:30 Uhr | Spielbericht                                      |         |                           | IBF Arena, Ikast Zuschauer: 1.652 Schiedsrichter: Opava, Valek |

| 20. Oktober 2017 19:00 Uhr | Brest Bretagne Handball | 22:23   | FC Midtjylland           | Brest Arena, Brest Zuschauer: 1.043 Schiedsrichter: Tzaferopoulos, Bethmann |
| 20. Oktober 2017 19:00 Uhr | meiste Tore: Geiger 5   | (10:12) | meiste Tore: Burgaard 10 | Brest Arena, Brest Zuschauer: 1.043 Schiedsrichter: Tzaferopoulos, Bethmann |
| 20. Oktober 2017 19:00 Uhr | Spielbericht            |         |                          | Brest Arena, Brest Zuschauer: 1.043 Schiedsrichter: Tzaferopoulos, Bethmann |

| 21. Oktober 2017 17:00 Uhr | GK Rostow am Don              | 23:22   | Győri ETO KC           | SSK Rostow am Don, Rostow am Don Zuschauer: 2.400 Schiedsrichter: Marić, Mašić |
| 21. Oktober 2017 17:00 Uhr | meiste Tore: Rodrigues Belo 7 | (12:12) | meiste Tore: Oftedal 5 | SSK Rostow am Don, Rostow am Don Zuschauer: 2.400 Schiedsrichter: Marić, Mašić |
| 21. Oktober 2017 17:00 Uhr | Spielbericht                  |         |                        | SSK Rostow am Don, Rostow am Don Zuschauer: 2.400 Schiedsrichter: Marić, Mašić |

| 4. November 2017 13:30 Uhr | FC Midtjylland              | 27:23  | Brest Bretagne Handball                        | IBF Arena, Ikast Zuschauer: 1.560 Schiedsrichter: Arntsen, Røen |
| 4. November 2017 13:30 Uhr | meiste Tore: Kristiansen 12 | (12:7) | meiste Tore: Copy, Pop-Lazić, Prouvensier je 4 | IBF Arena, Ikast Zuschauer: 1.560 Schiedsrichter: Arntsen, Røen |
| 4. November 2017 13:30 Uhr | Spielbericht                |        |                                                | IBF Arena, Ikast Zuschauer: 1.560 Schiedsrichter: Arntsen, Røen |

| 6. November 2017 19:00 Uhr | Győri ETO KC                      | 25:23  | GK Rostow am Don                          | Audi Arena, Győr Zuschauer: 5.500 Schiedsrichter: Baranowski, Lemanowicz |
| 6. November 2017 19:00 Uhr | meiste Tore: Görbicz, Amorim je 5 | (13:9) | meiste Tore: Rodrigues Belo, Dembélé je 5 | Audi Arena, Győr Zuschauer: 5.500 Schiedsrichter: Baranowski, Lemanowicz |
| 6. November 2017 19:00 Uhr | Spielbericht                      |        |                                           | Audi Arena, Győr Zuschauer: 5.500 Schiedsrichter: Baranowski, Lemanowicz |

| 11. November 2017 15:00 Uhr | Brest Bretagne Handball | 23:29   | GK Rostow am Don          | Brest Arena, Brest Zuschauer: 2.775 Schiedsrichter: Ražnatović, Pavićević |
| 11. November 2017 15:00 Uhr | meiste Tore: Geiger 6   | (14:15) | meiste Tore: Manaharowa 8 | Brest Arena, Brest Zuschauer: 2.775 Schiedsrichter: Ražnatović, Pavićević |
| 11. November 2017 15:00 Uhr | Spielbericht            |         |                           | Brest Arena, Brest Zuschauer: 2.775 Schiedsrichter: Ražnatović, Pavićević |

| 11. November 2017 15:30 Uhr | FC Midtjylland              | 24:27   | Győri ETO KC         | IBF Arena, Ikast Zuschauer: 2.190 Schiedsrichter: García Serradilla, Marín |
| 11. November 2017 15:30 Uhr | meiste Tore: Kristiansen 11 | (12:14) | meiste Tore: Mørk 13 | IBF Arena, Ikast Zuschauer: 2.190 Schiedsrichter: García Serradilla, Marín |
| 11. November 2017 15:30 Uhr | Spielbericht                |         |                      | IBF Arena, Ikast Zuschauer: 2.190 Schiedsrichter: García Serradilla, Marín |

| 18. November 2017 15:00 Uhr | Győri ETO KC         | 26:17  | Brest Bretagne Handball | Audi Arena, Győr Zuschauer: 5.500 Schiedsrichter: Schulze, Tönnies |
| 18. November 2017 15:00 Uhr | meiste Tore: Broch 7 | (13:7) | meiste Tore: Sand 4     | Audi Arena, Győr Zuschauer: 5.500 Schiedsrichter: Schulze, Tönnies |
| 18. November 2017 15:00 Uhr | Spielbericht         |        |                         | Audi Arena, Győr Zuschauer: 5.500 Schiedsrichter: Schulze, Tönnies |

| 18. November 2017 17:00 Uhr | GK Rostow am Don       | 27:20  | FC Midtjylland             | SSK Rostow am Don, Rostow am Don Zuschauer: 2.100 Schiedsrichter: Năstase, Stancu |
| 18. November 2017 17:00 Uhr | meiste Tore: Petrowa 6 | (15:7) | meiste Tore: Kristiansen 9 | SSK Rostow am Don, Rostow am Don Zuschauer: 2.100 Schiedsrichter: Năstase, Stancu |
| 18. November 2017 17:00 Uhr | Spielbericht           |        |                            | SSK Rostow am Don, Rostow am Don Zuschauer: 2.100 Schiedsrichter: Năstase, Stancu |

#### Gruppe C
| Pl. | Verein                  | Sp. | S | U | N | Tore      | Diff. | Punkte |
| --- | ----------------------- | --- | - | - | - | --------- | ----- | ------ |
| 1.  | ŽRK Vardar SCBT         | 6   | 6 | 0 | 0 | 0182:1470 | +35   | 12     |
| 2.  | FTC-Rail Cargo Hungaria | 6   | 4 | 0 | 2 | 0183:1670 | +16   | 8      |
| 3.  | Thüringer HC            | 6   | 1 | 0 | 5 | 0145:1670 | −22   | 2      |
| 4.  | Larvik HK               | 6   | 1 | 0 | 5 | 0152:1810 | −29   | 2      |

| 6. Oktober 2017 19:00 Uhr | ŽRK Vardar SCBT                 | 34:31   | FTC-Rail Cargo Hungaria | Sport Center Jane Sandanski, Skopje Zuschauer: 3.000 Schiedsrichter: Brehmer, Skowronek |
| 6. Oktober 2017 19:00 Uhr | meiste Tore: Cvijić, Lekić je 7 | (20:11) | meiste Tore: Faluvégi 7 | Sport Center Jane Sandanski, Skopje Zuschauer: 3.000 Schiedsrichter: Brehmer, Skowronek |
| 6. Oktober 2017 19:00 Uhr | Spielbericht                    |         |                         | Sport Center Jane Sandanski, Skopje Zuschauer: 3.000 Schiedsrichter: Brehmer, Skowronek |

| 7. Oktober 2017 17:00 Uhr | Larvik HK                  | 27:31   | Thüringer HC             | Boligmappa Arena Larvik, Larvik Zuschauer: 774 Schiedsrichter: C. Bonaventura, J. Bonaventura |
| 7. Oktober 2017 17:00 Uhr | meiste Tore: Christensen 7 | (11:16) | meiste Tore: Luzumová 13 | Boligmappa Arena Larvik, Larvik Zuschauer: 774 Schiedsrichter: C. Bonaventura, J. Bonaventura |
| 7. Oktober 2017 17:00 Uhr | Spielbericht               |         |                          | Boligmappa Arena Larvik, Larvik Zuschauer: 774 Schiedsrichter: C. Bonaventura, J. Bonaventura |

| 14. Oktober 2017 18:00 Uhr | FTC-Rail Cargo Hungaria         | 37:33   | Larvik HK               | OBO Aréna, Dabas Zuschauer: 1.800 Schiedsrichter: Jakovljević, Antić |
| 14. Oktober 2017 18:00 Uhr | meiste Tore: van der Heijden 10 | (18:15) | meiste Tore: Breistøl 9 | OBO Aréna, Dabas Zuschauer: 1.800 Schiedsrichter: Jakovljević, Antić |
| 14. Oktober 2017 18:00 Uhr | Spielbericht                    |         |                         | OBO Aréna, Dabas Zuschauer: 1.800 Schiedsrichter: Jakovljević, Antić |

| 15. Oktober 2017 14:00 Uhr | Thüringer HC            | 21:29   | ŽRK Vardar SCBT          | Wiedigsburghalle, Nordhausen Zuschauer: 1.500 Schiedsrichter: Baranowski, Lemanowicz |
| 15. Oktober 2017 14:00 Uhr | meiste Tore: Luzumová 8 | (11:19) | meiste Tore: Radičević 8 | Wiedigsburghalle, Nordhausen Zuschauer: 1.500 Schiedsrichter: Baranowski, Lemanowicz |
| 15. Oktober 2017 14:00 Uhr | Spielbericht            |         |                          | Wiedigsburghalle, Nordhausen Zuschauer: 1.500 Schiedsrichter: Baranowski, Lemanowicz |

| 21. Oktober 2017 17:00 Uhr | Larvik HK                  | 19:31  | ŽRK Vardar SCBT                      | Boligmappa Arena Larvik, Larvik Zuschauer: 889 Schiedsrichter: Mandák, Rudinský |
| 21. Oktober 2017 17:00 Uhr | meiste Tore: Christensen 4 | (9:16) | meiste Tore: Penezić, Ristovska je 6 | Boligmappa Arena Larvik, Larvik Zuschauer: 889 Schiedsrichter: Mandák, Rudinský |
| 21. Oktober 2017 17:00 Uhr | Spielbericht               |        |                                      | Boligmappa Arena Larvik, Larvik Zuschauer: 889 Schiedsrichter: Mandák, Rudinský |

| 22. Oktober 2017 14:00 Uhr | Thüringer HC             | 25:29   | FTC-Rail Cargo Hungaria | Wiedigsburghalle, Nordhausen Zuschauer: 1.600 Schiedsrichter: Christiansen, Hansen |
| 22. Oktober 2017 14:00 Uhr | meiste Tore: Luzumová 10 | (15:14) | meiste Tore: Pena 9     | Wiedigsburghalle, Nordhausen Zuschauer: 1.600 Schiedsrichter: Christiansen, Hansen |
| 22. Oktober 2017 14:00 Uhr | Spielbericht             |         |                         | Wiedigsburghalle, Nordhausen Zuschauer: 1.600 Schiedsrichter: Christiansen, Hansen |

| 4. November 2017 15:00 Uhr | FTC-Rail Cargo Hungaria | 28:25   | Thüringer HC            | OBO Aréna, Dabas Zuschauer: 1.500 Schiedsrichter: Florescu, Stoia |
| 4. November 2017 15:00 Uhr | meiste Tore: Pena 6     | (13:14) | meiste Tore: Luzumová 6 | OBO Aréna, Dabas Zuschauer: 1.500 Schiedsrichter: Florescu, Stoia |
| 4. November 2017 15:00 Uhr | Spielbericht            |         |                         | OBO Aréna, Dabas Zuschauer: 1.500 Schiedsrichter: Florescu, Stoia |

| 4. November 2017 17:00 Uhr | ŽRK Vardar SCBT        | 30:27   | Larvik HK                            | Sport Center Jane Sandanski, Skopje Zuschauer: 1.800 Schiedsrichter: Năstase, Stancu |
| 4. November 2017 17:00 Uhr | meiste Tore: Penezić 6 | (10:11) | meiste Tore: Breistøl, Hjertner je 6 | Sport Center Jane Sandanski, Skopje Zuschauer: 1.800 Schiedsrichter: Năstase, Stancu |
| 4. November 2017 17:00 Uhr | Spielbericht           |         |                                      | Sport Center Jane Sandanski, Skopje Zuschauer: 1.800 Schiedsrichter: Năstase, Stancu |

| 11. November 2017 13:30 Uhr | FTC-Rail Cargo Hungaria | 28:29   | ŽRK Vardar SCBT        | OBO Aréna, Dabas Zuschauer: 2.498 Schiedsrichter: C. Bonaventura, J. Bonaventura |
| 11. November 2017 13:30 Uhr | meiste Tore: Pena 8     | (12:16) | meiste Tore: Penezić 9 | OBO Aréna, Dabas Zuschauer: 2.498 Schiedsrichter: C. Bonaventura, J. Bonaventura |
| 11. November 2017 13:30 Uhr | Spielbericht            |         |                        | OBO Aréna, Dabas Zuschauer: 2.498 Schiedsrichter: C. Bonaventura, J. Bonaventura |

| 12. November 2017 14:00 Uhr | Thüringer HC            | 22:25   | Larvik HK                  | Wiedigsburghalle, Nordhausen Zuschauer: 1.600 Schiedsrichter: Vujačić, Kažanegra |
| 12. November 2017 14:00 Uhr | meiste Tore: Luzumová 7 | (10:14) | meiste Tore: Christensen 6 | Wiedigsburghalle, Nordhausen Zuschauer: 1.600 Schiedsrichter: Vujačić, Kažanegra |
| 12. November 2017 14:00 Uhr | Spielbericht            |         |                            | Wiedigsburghalle, Nordhausen Zuschauer: 1.600 Schiedsrichter: Vujačić, Kažanegra |

| 17. November 2017 19:00 Uhr | ŽRK Vardar SCBT          | 29:21   | Thüringer HC            | Sport Center Jane Sandanski, Skopje Zuschauer: 5.000 Schiedsrichter: Panayides, Andreou |
| 17. November 2017 19:00 Uhr | meiste Tore: Lacrabère 7 | (12:12) | meiste Tore: Luzumová 6 | Sport Center Jane Sandanski, Skopje Zuschauer: 5.000 Schiedsrichter: Panayides, Andreou |
| 17. November 2017 19:00 Uhr | Spielbericht             |         |                         | Sport Center Jane Sandanski, Skopje Zuschauer: 5.000 Schiedsrichter: Panayides, Andreou |

| 19. November 2017 15:00 Uhr | Larvik HK                | 21:30  | FTC-Rail Cargo Hungaria | Boligmappa Arena Larvik, Larvik Zuschauer: 1.358 Schiedsrichter: Alpaidse, Berjoskina |
| 19. November 2017 15:00 Uhr | meiste Tore: Tollbring 6 | (9:18) | meiste Tore: Lukács 7   | Boligmappa Arena Larvik, Larvik Zuschauer: 1.358 Schiedsrichter: Alpaidse, Berjoskina |
| 19. November 2017 15:00 Uhr | Spielbericht             |        |                         | Boligmappa Arena Larvik, Larvik Zuschauer: 1.358 Schiedsrichter: Alpaidse, Berjoskina |

#### Gruppe D
| Pl. | Verein                  | Sp. | S | U | N | Tore      | Diff. | Punkte |
| --- | ----------------------- | --- | - | - | - | --------- | ----- | ------ |
| 1.  | Metz Handball           | 6   | 5 | 0 | 1 | 0157:1370 | +20   | 10     |
| 2.  | ŽRK Budućnost Podgorica | 6   | 3 | 0 | 3 | 0144:1480 | −4    | 6      |
| 3.  | SG BBM Bietigheim       | 6   | 3 | 0 | 3 | 0152:1580 | −6    | 6      |
| 4.  | Vipers Kristiansand     | 6   | 1 | 0 | 5 | 0144:1540 | −10   | 2      |

| 7. Oktober 2017 19:00 Uhr | ŽRK Budućnost Podgorica | 32:24   | SG BBM Bietigheim           | Sportski centar Morača, Podgorica Zuschauer: 1.500 Schiedsrichter: Rudinsky, Mandak |
| 7. Oktober 2017 19:00 Uhr | meiste Tore: Jauković 9 | (17:10) | meiste Tore: Kudłacz-Gloc 5 | Sportski centar Morača, Podgorica Zuschauer: 1.500 Schiedsrichter: Rudinsky, Mandak |
| 7. Oktober 2017 19:00 Uhr | Spielbericht            |         |                             | Sportski centar Morača, Podgorica Zuschauer: 1.500 Schiedsrichter: Rudinsky, Mandak |

| 8. Oktober 2017 19:00 Uhr | Metz Handball       | 30:22   | Vipers Kristiansand | Palais omnisports Les Arènes, Metz Zuschauer: 3.370 Schiedsrichter: Christiansen, Hansen |
| 8. Oktober 2017 19:00 Uhr | meiste Tore: Gros 7 | (14:12) | meiste Tore: Aune 6 | Palais omnisports Les Arènes, Metz Zuschauer: 3.370 Schiedsrichter: Christiansen, Hansen |
| 8. Oktober 2017 19:00 Uhr | Spielbericht        |         |                     | Palais omnisports Les Arènes, Metz Zuschauer: 3.370 Schiedsrichter: Christiansen, Hansen |

| 14. Oktober 2017 16:00 Uhr | Vipers Kristiansand    | 29:19   | ŽRK Budućnost Podgorica                     | Aquarama Kristiansand, Kristiansand Zuschauer: 1.650 Schiedsrichter: Florescu, Stoia |
| 14. Oktober 2017 16:00 Uhr | meiste Tore: Sulland 9 | (15:11) | meiste Tore: Jauković, Laslo, Raičević je 4 | Aquarama Kristiansand, Kristiansand Zuschauer: 1.650 Schiedsrichter: Florescu, Stoia |
| 14. Oktober 2017 16:00 Uhr | Spielbericht           |         |                                             | Aquarama Kristiansand, Kristiansand Zuschauer: 1.650 Schiedsrichter: Florescu, Stoia |

| 14. Oktober 2017 19:00 Uhr | SG BBM Bietigheim              | 26:30   | Metz Handball        | MHPArena, Ludwigsburg Zuschauer: 1.238 Schiedsrichter: Leandersson, Lindroos |
| 14. Oktober 2017 19:00 Uhr | meiste Tore: Naidzinavicius 10 | (12:17) | meiste Tore: Smits 7 | MHPArena, Ludwigsburg Zuschauer: 1.238 Schiedsrichter: Leandersson, Lindroos |
| 14. Oktober 2017 19:00 Uhr | Spielbericht                   |         |                      | MHPArena, Ludwigsburg Zuschauer: 1.238 Schiedsrichter: Leandersson, Lindroos |

| 21. Oktober 2017 17:30 Uhr | Metz Handball        | 27:23   | ŽRK Budućnost Podgorica | Palais omnisports Les Arènes, Metz Zuschauer: 4.266 Schiedsrichter: Horváth, Marton |
| 21. Oktober 2017 17:30 Uhr | meiste Tore: Gros 10 | (13:10) | meiste Tore: Laslo 7    | Palais omnisports Les Arènes, Metz Zuschauer: 4.266 Schiedsrichter: Horváth, Marton |
| 21. Oktober 2017 17:30 Uhr | Spielbericht         |         |                         | Palais omnisports Les Arènes, Metz Zuschauer: 4.266 Schiedsrichter: Horváth, Marton |

| 22. Oktober 2017 17:00 Uhr | Vipers Kristiansand                     | 24:29  | SG BBM Bietigheim             | Aquarama Kristiansand, Kristiansand Zuschauer: 1.639 Schiedsrichter: Brkic, Jusufhodzic |
| 22. Oktober 2017 17:00 Uhr | meiste Tore: Jonassen, Kristiansen je 5 | (8:16) | meiste Tore: Naidzinavicius 9 | Aquarama Kristiansand, Kristiansand Zuschauer: 1.639 Schiedsrichter: Brkic, Jusufhodzic |
| 22. Oktober 2017 17:00 Uhr | Spielbericht                            |        |                               | Aquarama Kristiansand, Kristiansand Zuschauer: 1.639 Schiedsrichter: Brkic, Jusufhodzic |

| 1. November 2017 18:30 Uhr | SG BBM Bietigheim              | 25:24   | Vipers Kristiansand                          | MHPArena, Ludwigsburg Zuschauer: 1.876 Schiedsrichter: Vranes, Wenninger |
| 1. November 2017 18:30 Uhr | meiste Tore: Naidzinavicius 10 | (16:13) | meiste Tore: Arntzen, Brattset, Sulland je 6 | MHPArena, Ludwigsburg Zuschauer: 1.876 Schiedsrichter: Vranes, Wenninger |
| 1. November 2017 18:30 Uhr | Spielbericht                   |         |                                              | MHPArena, Ludwigsburg Zuschauer: 1.876 Schiedsrichter: Vranes, Wenninger |

| 4. November 2017 19:30 Uhr | ŽRK Budućnost Podgorica | 23:18  | Metz Handball        | Sportski centar Morača, Podgorica Zuschauer: 2.300 Schiedsrichter: Opava, Valek |
| 4. November 2017 19:30 Uhr | meiste Tore: Jauković 8 | (11:8) | meiste Tore: Zaadi 5 | Sportski centar Morača, Podgorica Zuschauer: 2.300 Schiedsrichter: Opava, Valek |
| 4. November 2017 19:30 Uhr | Spielbericht            |        |                      | Sportski centar Morača, Podgorica Zuschauer: 2.300 Schiedsrichter: Opava, Valek |

| 10. November 2017 19:30 Uhr | Vipers Kristiansand        | 22:25   | Metz Handball       | Aquarama Kristiansand, Kristiansand Zuschauer: 1.742 Schiedsrichter: Brehmer, Skowronek |
| 10. November 2017 19:30 Uhr | meiste Tore: Kristiansen 6 | (11:12) | meiste Tore: Gros 7 | Aquarama Kristiansand, Kristiansand Zuschauer: 1.742 Schiedsrichter: Brehmer, Skowronek |
| 10. November 2017 19:30 Uhr | Spielbericht               |         |                     | Aquarama Kristiansand, Kristiansand Zuschauer: 1.742 Schiedsrichter: Brehmer, Skowronek |

| 12. November 2017 17:00 Uhr | SG BBM Bietigheim              | 27:21   | ŽRK Budućnost Podgorica | MHPArena, Ludwigsburg Zuschauer: 2.258 Schiedsrichter: Erdoğan, Özdeniz |
| 12. November 2017 17:00 Uhr | meiste Tore: Naidzinavicius 10 | (12:10) | meiste Tore: Laslo 6    | MHPArena, Ludwigsburg Zuschauer: 2.258 Schiedsrichter: Erdoğan, Özdeniz |
| 12. November 2017 17:00 Uhr | Spielbericht                   |         |                         | MHPArena, Ludwigsburg Zuschauer: 2.258 Schiedsrichter: Erdoğan, Özdeniz |

| 18. November 2017 19:00 Uhr | ŽRK Budućnost Podgorica | 26:23   | Vipers Kristiansand     | Sportski centar Morača, Podgorica Zuschauer: 2.900 Schiedsrichter: Tzaferopoulos, Bethmann |
| 18. November 2017 19:00 Uhr | meiste Tore: Raičević 7 | (11:13) | meiste Tore: Sulland 10 | Sportski centar Morača, Podgorica Zuschauer: 2.900 Schiedsrichter: Tzaferopoulos, Bethmann |
| 18. November 2017 19:00 Uhr | Spielbericht            |         |                         | Sportski centar Morača, Podgorica Zuschauer: 2.900 Schiedsrichter: Tzaferopoulos, Bethmann |

| 19. November 2017 15:00 Uhr | Metz Handball        | 27:21   | SG BBM Bietigheim        | Palais omnisports Les Arènes, Metz Zuschauer: 4.500 Schiedsrichter: Florescu, Stoia |
| 19. November 2017 15:00 Uhr | meiste Tore: Zaadi 6 | (12:10) | meiste Tore: Rozemalen 5 | Palais omnisports Les Arènes, Metz Zuschauer: 4.500 Schiedsrichter: Florescu, Stoia |
| 19. November 2017 15:00 Uhr | Spielbericht         |         |                          | Palais omnisports Les Arènes, Metz Zuschauer: 4.500 Schiedsrichter: Florescu, Stoia |

## Hauptrunde
Es nehmen die 12 Mannschaften der Gruppenphase teil, die in zwei Gruppen die Plätze für das Viertelfinale ausspielen. Die Ergebnisse der Teams, die schon in der Gruppenphase gegeneinander spielten, werden übernommen.

### Entscheidungen
|  | Qualifikationsplatz für das Viertelfinale |
|  | Platz des ausscheidenden Vereins          |

### Gruppe 1
| Pl. | Verein                        | Sp. | S | U | N | Tore      | Diff. | Punkte |
| --- | ----------------------------- | --- | - | - | - | --------- | ----- | ------ |
| 1.  | Győri ETO KC                  | 10  | 8 | 0 | 2 | 0281:2310 | +50   | 016:40 |
| 2.  | GK Rostow am Don              | 10  | 7 | 1 | 2 | 0266:2320 | +34   | 015:50 |
| 3.  | CSM Bukarest                  | 10  | 6 | 1 | 3 | 0282:2460 | +36   | 013:70 |
| 4.  | FC Midtjylland Håndbold       | 10  | 2 | 2 | 6 | 0226:2510 | −25   | 06:140 |
| 5.  | Nykøbing Falster Håndboldklub | 10  | 2 | 1 | 7 | 0240:2840 | −44   | 05:150 |
| 6.  | Rokometni Klub Krim           | 10  | 2 | 1 | 7 | 0243:2940 | −51   | 05:150 |

| 26. Januar 2018 20:30 Uhr | CSM Bukarest            | 28:22   | Győri ETO KC        | Sala Polivalentă Ioan Kunst-Ghermănescu, Bukarest Zuschauer: 5.000 Schiedsrichter: Nicolau, Caçador |
| 26. Januar 2018 20:30 Uhr | meiste Tore: Kurtović 8 | (13:11) | meiste Tore: Mørk 8 | Sala Polivalentă Ioan Kunst-Ghermănescu, Bukarest Zuschauer: 5.000 Schiedsrichter: Nicolau, Caçador |
| 26. Januar 2018 20:30 Uhr | Spielbericht            |         |                     | Sala Polivalentă Ioan Kunst-Ghermănescu, Bukarest Zuschauer: 5.000 Schiedsrichter: Nicolau, Caçador |

| 28. Januar 2018 15:20 Uhr | Nykøbing Falster Håndboldklub | 25:29   | GK Rostow am Don                                     | Arena Næstved, Næstved Zuschauer: 2.325 Schiedsrichter: Erdoğan, Özdeniz |
| 28. Januar 2018 15:20 Uhr | meiste Tore: Westberg 6       | (13:15) | meiste Tore: Wjachirewa, Cabral Barbosa, Iljina je 5 | Arena Næstved, Næstved Zuschauer: 2.325 Schiedsrichter: Erdoğan, Özdeniz |
| 28. Januar 2018 15:20 Uhr | Spielbericht                  |         |                                                      | Arena Næstved, Næstved Zuschauer: 2.325 Schiedsrichter: Erdoğan, Özdeniz |

| 28. Januar 2018 17:00 Uhr | Rokometni Klub Krim                | 24:23   | FC Midtjylland Håndbold    | Športna dvorana Kodeljevo, Ljubljana Zuschauer: 1.700 Schiedsrichter: Brehmer, Skowronek |
| 28. Januar 2018 17:00 Uhr | meiste Tore: Omoregie, Stanko je 6 | (11:11) | meiste Tore: Kristiansen 8 | Športna dvorana Kodeljevo, Ljubljana Zuschauer: 1.700 Schiedsrichter: Brehmer, Skowronek |
| 28. Januar 2018 17:00 Uhr | Spielbericht                       |         |                            | Športna dvorana Kodeljevo, Ljubljana Zuschauer: 1.700 Schiedsrichter: Brehmer, Skowronek |

| 3. Februar 2018 16:00 Uhr | GK Rostow am Don       | 29:22   | Rokometni Klub Krim     | SSK Rostow am Don, Rostow am Don Zuschauer: 1.950 Schiedsrichter: Vranes, Wenninger |
| 3. Februar 2018 16:00 Uhr | meiste Tore: Dembélé 8 | (13:10) | meiste Tore: Omoregie 8 | SSK Rostow am Don, Rostow am Don Zuschauer: 1.950 Schiedsrichter: Vranes, Wenninger |
| 3. Februar 2018 16:00 Uhr | Spielbericht           |         |                         | SSK Rostow am Don, Rostow am Don Zuschauer: 1.950 Schiedsrichter: Vranes, Wenninger |

| 4. Februar 2018 15:00 Uhr | FC Midtjylland          | 26:31   | CSM Bukarest          | IBF Arena, Ikast Zuschauer: 2.580 Schiedsrichter: Mitrović, Kažanegra |
| 4. Februar 2018 15:00 Uhr | meiste Tore: Pedersen 6 | (13:16) | meiste Tore: Neagu 10 | IBF Arena, Ikast Zuschauer: 2.580 Schiedsrichter: Mitrović, Kažanegra |
| 4. Februar 2018 15:00 Uhr | Spielbericht            |         |                       | IBF Arena, Ikast Zuschauer: 2.580 Schiedsrichter: Mitrović, Kažanegra |

| 5. Februar 2018 19:00 Uhr | Győri ETO KC                        | 32:23  | Nykøbing Falster Håndboldklub | Audi Arena, Győr Zuschauer: 5.116 Schiedsrichter: Stojković, Nikolić |
| 5. Februar 2018 19:00 Uhr | meiste Tore: Mørk, Nycke Groot je 8 | (14:9) | meiste Tore: Westberg 6       | Audi Arena, Győr Zuschauer: 5.116 Schiedsrichter: Stojković, Nikolić |
| 5. Februar 2018 19:00 Uhr | Spielbericht                        |        |                               | Audi Arena, Győr Zuschauer: 5.116 Schiedsrichter: Stojković, Nikolić |

| 10. Februar 2018 19:00 Uhr | Rokometni Klub Krim   | 21:32   | Győri ETO KC          | Športna dvorana Kodeljevo, Ljubljana Zuschauer: 1.680 Schiedsrichter: K. Gasmi, R. Gasmi |
| 10. Februar 2018 19:00 Uhr | meiste Tore: Stanko 5 | (12:15) | meiste Tore: Tomori 6 | Športna dvorana Kodeljevo, Ljubljana Zuschauer: 1.680 Schiedsrichter: K. Gasmi, R. Gasmi |
| 10. Februar 2018 19:00 Uhr | Spielbericht          |         |                       | Športna dvorana Kodeljevo, Ljubljana Zuschauer: 1.680 Schiedsrichter: K. Gasmi, R. Gasmi |

| 11. Februar 2018 16:50 Uhr | Nykøbing Falster Håndboldklub | 21:21   | FC Midtjylland          | Arena Næstved, Næstved Zuschauer: 2.560 Schiedsrichter: Schulze, Tönnies |
| 11. Februar 2018 16:50 Uhr | meiste Tore: Iversen 5        | (11:10) | meiste Tore: Burgaard 8 | Arena Næstved, Næstved Zuschauer: 2.560 Schiedsrichter: Schulze, Tönnies |
| 11. Februar 2018 16:50 Uhr | Spielbericht                  |         |                         | Arena Næstved, Næstved Zuschauer: 2.560 Schiedsrichter: Schulze, Tönnies |

| 11. Februar 2018 18:00 Uhr | CSM Bukarest                      | 22:22   | GK Rostow am Don          | Sala Polivalentă Ioan Kunst-Ghermănescu, Bukarest Zuschauer: 5.000 Schiedsrichter: J. Bonaventura, C. Bonaventura |
| 11. Februar 2018 18:00 Uhr | meiste Tore: Kurtović, Neagu je 5 | (11:12) | meiste Tore: Wjachirewa 4 | Sala Polivalentă Ioan Kunst-Ghermănescu, Bukarest Zuschauer: 5.000 Schiedsrichter: J. Bonaventura, C. Bonaventura |
| 11. Februar 2018 18:00 Uhr | Spielbericht                      |         |                           | Sala Polivalentă Ioan Kunst-Ghermănescu, Bukarest Zuschauer: 5.000 Schiedsrichter: J. Bonaventura, C. Bonaventura |

| 24. Februar 2018 16:00 Uhr | GK Rostow am Don          | 32:22   | Nykøbing Falster Håndboldklub | SSK Rostow am Don, Rostow am Don Zuschauer: 3.000 Schiedsrichter: Ilieva, Karbeska |
| 24. Februar 2018 16:00 Uhr | meiste Tore: Wjachirewa 8 | (14:13) | meiste Tore: C. Kristiansen 7 | SSK Rostow am Don, Rostow am Don Zuschauer: 3.000 Schiedsrichter: Ilieva, Karbeska |
| 24. Februar 2018 16:00 Uhr | Spielbericht              |         |                               | SSK Rostow am Don, Rostow am Don Zuschauer: 3.000 Schiedsrichter: Ilieva, Karbeska |

| 25. Februar 2018 15:00 Uhr | FC Midtjylland            | 24:24   | Rokometni Klub Krim     | IBF Arena, Ikast Zuschauer: 1.541 Schiedsrichter: Christidi, Papamattheou |
| 25. Februar 2018 15:00 Uhr | meiste Tore: Augustesen 7 | (12:13) | meiste Tore: Omoregie 7 | IBF Arena, Ikast Zuschauer: 1.541 Schiedsrichter: Christidi, Papamattheou |
| 25. Februar 2018 15:00 Uhr | Spielbericht              |         |                         | IBF Arena, Ikast Zuschauer: 1.541 Schiedsrichter: Christidi, Papamattheou |

| 26. Februar 2018 19:00 Uhr | Győri ETO KC            | 28:24   | CSM Bukarest                     | Audi Arena, Győr Zuschauer: 5.409 Schiedsrichter: Mandák, Rudinský |
| 26. Februar 2018 19:00 Uhr | meiste Tore: Görbicz 10 | (13:11) | meiste Tore: Neagu, Gulldén je 6 | Audi Arena, Győr Zuschauer: 5.409 Schiedsrichter: Mandák, Rudinský |
| 26. Februar 2018 19:00 Uhr | Spielbericht            |         |                                  | Audi Arena, Győr Zuschauer: 5.409 Schiedsrichter: Mandák, Rudinský |

| 3. März 2018 13:30 Uhr | Nykøbing Falster Håndboldklub | 24:32   | Győri ETO KC         | Arena Næstved, Næstved Zuschauer: 2.375 Schiedsrichter: Álvarez Mata, Bustamante López |
| 3. März 2018 13:30 Uhr | meiste Tore: Westberg 7       | (10:17) | meiste Tore: Groot 7 | Arena Næstved, Næstved Zuschauer: 2.375 Schiedsrichter: Álvarez Mata, Bustamante López |
| 3. März 2018 13:30 Uhr | Spielbericht                  |         |                      | Arena Næstved, Næstved Zuschauer: 2.375 Schiedsrichter: Álvarez Mata, Bustamante López |

| 3. März 2018 19:30 Uhr | Rokometni Klub Krim   | 26:35   | GK Rostow am Don       | Športna dvorana Kodeljevo, Ljubljana Zuschauer: 1.400 Schiedsrichter: Jakovljević, Antić |
| 3. März 2018 19:30 Uhr | meiste Tore: Stanko 6 | (12:21) | meiste Tore: Dembélé 7 | Športna dvorana Kodeljevo, Ljubljana Zuschauer: 1.400 Schiedsrichter: Jakovljević, Antić |
| 3. März 2018 19:30 Uhr | Spielbericht          |         |                        | Športna dvorana Kodeljevo, Ljubljana Zuschauer: 1.400 Schiedsrichter: Jakovljević, Antić |

| 4. März 2018 15:45 Uhr | CSM Bukarest                      | 29:24   | FC Midtjylland             | Sala Polivalentă Ioan Kunst-Ghermănescu, Bukarest Zuschauer: 5.000 Schiedsrichter: Panayides, Andreou |
| 4. März 2018 15:45 Uhr | meiste Tore: Kurtović, Neagu je 6 | (13:12) | meiste Tore: Kristiansen 6 | Sala Polivalentă Ioan Kunst-Ghermănescu, Bukarest Zuschauer: 5.000 Schiedsrichter: Panayides, Andreou |
| 4. März 2018 15:45 Uhr | Spielbericht                      |         |                            | Sala Polivalentă Ioan Kunst-Ghermănescu, Bukarest Zuschauer: 5.000 Schiedsrichter: Panayides, Andreou |

| 10. März 2018 16:00 Uhr | GK Rostow am Don                      | 25:24  | CSM Bukarest         | SSK Rostow am Don, Rostow am Don Zuschauer: 2.900 Schiedsrichter: Brehmer, Skowronek |
| 10. März 2018 16:00 Uhr | meiste Tore: Dembélé, Manaharowa je 4 | (9:12) | meiste Tore: Neagu 6 | SSK Rostow am Don, Rostow am Don Zuschauer: 2.900 Schiedsrichter: Brehmer, Skowronek |
| 10. März 2018 16:00 Uhr | Spielbericht                          |        |                      | SSK Rostow am Don, Rostow am Don Zuschauer: 2.900 Schiedsrichter: Brehmer, Skowronek |

| 10. März 2018 17:30 Uhr | Győri ETO KC            | 34:25   | Rokometni Klub Krim  | Audi Arena, Győr Zuschauer: 5.172 Schiedsrichter: Mitrevski, Todorovski |
| 10. März 2018 17:30 Uhr | meiste Tore: Oftedal 11 | (17:12) | meiste Tore: Koren 9 | Audi Arena, Győr Zuschauer: 5.172 Schiedsrichter: Mitrevski, Todorovski |
| 10. März 2018 17:30 Uhr | Spielbericht            |         |                      | Audi Arena, Győr Zuschauer: 5.172 Schiedsrichter: Mitrevski, Todorovski |

| 10. März 2018 19:00 Uhr | FC Midtjylland          | 24:20  | Nykøbing Falster Håndboldklub | IBF Arena, Ikast Zuschauer: 2.254 Schiedsrichter: Freitas, Carvalho |
| 10. März 2018 19:00 Uhr | meiste Tore: Burgaard 7 | (10:9) | meiste Tore: Westberg 8       | IBF Arena, Ikast Zuschauer: 2.254 Schiedsrichter: Freitas, Carvalho |
| 10. März 2018 19:00 Uhr | Spielbericht            |        |                               | IBF Arena, Ikast Zuschauer: 2.254 Schiedsrichter: Freitas, Carvalho |

### Gruppe 2
| Pl. | Verein                  | Sp. | S | U | N | Tore      | Diff. | Punkte |
| --- | ----------------------- | --- | - | - | - | --------- | ----- | ------ |
| 1.  | ŽRK Vardar SCBT         | 10  | 9 | 0 | 1 | 0301:2450 | +56   | 018:20 |
| 2.  | Metz Handball           | 10  | 7 | 0 | 3 | 0269:2560 | +13   | 014:60 |
| 3.  | FTC-Rail Cargo Hungaria | 10  | 6 | 0 | 4 | 0282:2650 | +17   | 012:80 |
| 4.  | ŽRK Budućnost Podgorica | 10  | 4 | 0 | 6 | 0251:2600 | −9    | 08:120 |
| 5.  | Thüringer HC            | 10  | 2 | 0 | 8 | 0257:2820 | −25   | 04:160 |
| 6.  | SG BBM Bietigheim       | 10  | 2 | 0 | 8 | 0242:2940 | −52   | 04:160 |

| 27. Januar 2018 14:00 Uhr | Thüringer HC             | 28:26  | SG BBM Bietigheim        | Wiedigsburghalle, Nordhausen Zuschauer: 1.400 Schiedsrichter: Leszczyński, Piechota |
| 27. Januar 2018 14:00 Uhr | meiste Tore: Luzumová 10 | (12:8) | meiste Tore: Malestein 6 | Wiedigsburghalle, Nordhausen Zuschauer: 1.400 Schiedsrichter: Leszczyński, Piechota |
| 27. Januar 2018 14:00 Uhr | Spielbericht             |        |                          | Wiedigsburghalle, Nordhausen Zuschauer: 1.400 Schiedsrichter: Leszczyński, Piechota |

| 27. Januar 2018 17:30 Uhr | ŽRK Vardar SCBT       | 29:23  | Metz Handball        | Sport Center Jane Sandanski, Skopje Zuschauer: 3.800 Schiedsrichter: Tzaferopoulos, Bethmann |
| 27. Januar 2018 17:30 Uhr | meiste Tore: Cvijić 7 | (15:9) | meiste Tore: Sajka 6 | Sport Center Jane Sandanski, Skopje Zuschauer: 3.800 Schiedsrichter: Tzaferopoulos, Bethmann |
| 27. Januar 2018 17:30 Uhr | Spielbericht          |        |                      | Sport Center Jane Sandanski, Skopje Zuschauer: 3.800 Schiedsrichter: Tzaferopoulos, Bethmann |

| 28. Januar 2018 15:00 Uhr | FTC-Rail Cargo Hungaria        | 34:26   | ŽRK Budućnost Podgorica | OBO Aréna, Dabas Zuschauer: 2.400 Schiedsrichter: Brkic, Jusufhodzic |
| 28. Januar 2018 15:00 Uhr | meiste Tore: van der Heijden 7 | (19:18) | meiste Tore: Grbić 5    | OBO Aréna, Dabas Zuschauer: 2.400 Schiedsrichter: Brkic, Jusufhodzic |
| 28. Januar 2018 15:00 Uhr | Spielbericht                   |         |                         | OBO Aréna, Dabas Zuschauer: 2.400 Schiedsrichter: Brkic, Jusufhodzic |

| 3. Februar 2018 19:00 Uhr | ŽRK Budućnost Podgorica | 29:21   | Thüringer HC            | Sportski centar Morača, Podgorica Zuschauer: 1.750 Schiedsrichter: Baranowski, Lemanowicz |
| 3. Februar 2018 19:00 Uhr | meiste Tore: Malović 7  | (15:12) | meiste Tore: Luzumová 8 | Sportski centar Morača, Podgorica Zuschauer: 1.750 Schiedsrichter: Baranowski, Lemanowicz |
| 3. Februar 2018 19:00 Uhr | Spielbericht            |         |                         | Sportski centar Morača, Podgorica Zuschauer: 1.750 Schiedsrichter: Baranowski, Lemanowicz |

| 4. Februar 2018 17:00 Uhr | SG BBM Bietigheim                      | 26:38   | ŽRK Vardar SCBT                   | MHPArena, Ludwigsburg Zuschauer: 1.581 Schiedsrichter: Alpaidse, Berjoskina |
| 4. Februar 2018 17:00 Uhr | meiste Tore: Lauenroth, Rozemalen je 7 | (14:16) | meiste Tore: Cvijić, Penezić je 8 | MHPArena, Ludwigsburg Zuschauer: 1.581 Schiedsrichter: Alpaidse, Berjoskina |
| 4. Februar 2018 17:00 Uhr | Spielbericht                           |         |                                   | MHPArena, Ludwigsburg Zuschauer: 1.581 Schiedsrichter: Alpaidse, Berjoskina |

| 4. Februar 2018 17:00 Uhr | Metz Handball        | 27:25   | FTC-Rail Cargo Hungaria | Palais omnisports Les Arènes, Metz Zuschauer: 4.500 Schiedsrichter: Năstase, Stancu |
| 4. Februar 2018 17:00 Uhr | meiste Tore: Gros 10 | (13:10) | meiste Tore: Lukács 7   | Palais omnisports Les Arènes, Metz Zuschauer: 4.500 Schiedsrichter: Năstase, Stancu |
| 4. Februar 2018 17:00 Uhr | Spielbericht         |         |                         | Palais omnisports Les Arènes, Metz Zuschauer: 4.500 Schiedsrichter: Năstase, Stancu |

| 10. Februar 2018 15:00 Uhr | ŽRK Vardar SCBT        | 31:24  | ŽRK Budućnost Podgorica   | Sport Center Jane Sandanski, Skopje Zuschauer: 3.000 Schiedsrichter: Žalienė, Kijauskaitė |
| 10. Februar 2018 15:00 Uhr | meiste Tore: Penezić 8 | (19:8) | meiste Tore: Brnović je 8 | Sport Center Jane Sandanski, Skopje Zuschauer: 3.000 Schiedsrichter: Žalienė, Kijauskaitė |
| 10. Februar 2018 15:00 Uhr | Spielbericht           |        |                           | Sport Center Jane Sandanski, Skopje Zuschauer: 3.000 Schiedsrichter: Žalienė, Kijauskaitė |

| 10. Februar 2018 16:30 Uhr | FTC-Rail Cargo Hungaria        | 31:22  | SG BBM Bietigheim        | OBO Aréna, Dabas Zuschauer: 2.400 Schiedsrichter: Panayides, Andreou |
| 10. Februar 2018 16:30 Uhr | meiste Tore: van der Heijden 5 | (14:8) | meiste Tore: Lauenroth 8 | OBO Aréna, Dabas Zuschauer: 2.400 Schiedsrichter: Panayides, Andreou |
| 10. Februar 2018 16:30 Uhr | Spielbericht                   |        |                          | OBO Aréna, Dabas Zuschauer: 2.400 Schiedsrichter: Panayides, Andreou |

| 11. Februar 2018 14:00 Uhr | Thüringer HC             | 29:31   | Metz Handball         | Wiedigsburghalle, Nordhausen Zuschauer: 1.500 Schiedsrichter: Dahl Hermann, Madsen |
| 11. Februar 2018 14:00 Uhr | meiste Tore: Luzumová 12 | (14:15) | meiste Tore: Smits 10 | Wiedigsburghalle, Nordhausen Zuschauer: 1.500 Schiedsrichter: Dahl Hermann, Madsen |
| 11. Februar 2018 14:00 Uhr | Spielbericht             |         |                       | Wiedigsburghalle, Nordhausen Zuschauer: 1.500 Schiedsrichter: Dahl Hermann, Madsen |

| 24. Februar 2018 19:30 Uhr | ŽRK Budućnost Podgorica | 23:24   | FTC-Rail Cargo Hungaria               | Sportski centar Morača, Podgorica Zuschauer: 2.100 Schiedsrichter: Sotin, Wolodkow |
| 24. Februar 2018 19:30 Uhr | meiste Tore: Raičević 8 | (12:12) | meiste Tore: Lukács, Pena, Háfra je 4 | Sportski centar Morača, Podgorica Zuschauer: 2.100 Schiedsrichter: Sotin, Wolodkow |
| 24. Februar 2018 19:30 Uhr | Spielbericht            |         |                                       | Sportski centar Morača, Podgorica Zuschauer: 2.100 Schiedsrichter: Sotin, Wolodkow |

| 25. Februar 2018 15:00 Uhr | Metz Handball        | 24:22   | ŽRK Vardar SCBT      | Palais omnisports Les Arènes, Metz Zuschauer: 4.500 Schiedsrichter: Leszczyński, Piechota |
| 25. Februar 2018 15:00 Uhr | meiste Tore: Zaadi 8 | (10:10) | meiste Tore: Lekić 5 | Palais omnisports Les Arènes, Metz Zuschauer: 4.500 Schiedsrichter: Leszczyński, Piechota |
| 25. Februar 2018 15:00 Uhr | Spielbericht         |         |                      | Palais omnisports Les Arènes, Metz Zuschauer: 4.500 Schiedsrichter: Leszczyński, Piechota |

| 25. Februar 2018 17:00 Uhr | SG BBM Bietigheim        | 21:34   | Thüringer HC             | MHPArena, Ludwigsburg Zuschauer: 1.187 Schiedsrichter: M. Bennani, S. Bennani |
| 25. Februar 2018 17:00 Uhr | meiste Tore: Lauenroth 5 | (13:17) | meiste Tore: Luzumová 10 | MHPArena, Ludwigsburg Zuschauer: 1.187 Schiedsrichter: M. Bennani, S. Bennani |
| 25. Februar 2018 17:00 Uhr | Spielbericht             |         |                          | MHPArena, Ludwigsburg Zuschauer: 1.187 Schiedsrichter: M. Bennani, S. Bennani |

| 2. März 2018 19:00 Uhr | ŽRK Vardar SCBT      | 30:22  | SG BBM Bietigheim                             | Sport Center Jane Sandanski, Skopje Zuschauer: 2.500 Schiedsrichter: Vranes, Wenninger |
| 2. März 2018 19:00 Uhr | meiste Tore: Lekić 8 | (13:8) | meiste Tore: Lauenroth, Biltoft, Schulze je 4 | Sport Center Jane Sandanski, Skopje Zuschauer: 2.500 Schiedsrichter: Vranes, Wenninger |
| 2. März 2018 19:00 Uhr | Spielbericht         |        |                                               | Sport Center Jane Sandanski, Skopje Zuschauer: 2.500 Schiedsrichter: Vranes, Wenninger |

| 3. März 2018 15:30 Uhr | FTC-Rail Cargo Hungaria                    | 29:27  | Metz Handball                           | OBO Aréna, Dabas Zuschauer: 2.498 Schiedsrichter: Lah, Sok |
| 3. März 2018 15:30 Uhr | meiste Tore: Schatzl, Pena, Kovacsics je 6 | (13:9) | meiste Tore: Gros, Houette, Luciano je5 | OBO Aréna, Dabas Zuschauer: 2.498 Schiedsrichter: Lah, Sok |
| 3. März 2018 15:30 Uhr | Spielbericht                               |        |                                         | OBO Aréna, Dabas Zuschauer: 2.498 Schiedsrichter: Lah, Sok |

| 4. März 2018 14:00 Uhr | Thüringer HC                | 24:25   | ŽRK Budućnost Podgorica | Wiedigsburghalle, Nordhausen Zuschauer: 1.500 Schiedsrichter: Brunovský, Čanda |
| 4. März 2018 14:00 Uhr | meiste Tore: Niederwieser 7 | (11:12) | meiste Tore: Jauković 7 | Wiedigsburghalle, Nordhausen Zuschauer: 1.500 Schiedsrichter: Brunovský, Čanda |
| 4. März 2018 14:00 Uhr | Spielbericht                |         |                         | Wiedigsburghalle, Nordhausen Zuschauer: 1.500 Schiedsrichter: Brunovský, Čanda |

| 10. März 2018 19:30 Uhr | ŽRK Budućnost Podgorica  | 25:30   | ŽRK Vardar SCBT         | Sportski centar Morača, Podgorica Zuschauer: 2.300 Schiedsrichter: Brunner, Salah |
| 10. März 2018 19:30 Uhr | meiste Tore: Raičević 10 | (12:15) | meiste Tore: Penezić 10 | Sportski centar Morača, Podgorica Zuschauer: 2.300 Schiedsrichter: Brunner, Salah |
| 10. März 2018 19:30 Uhr | Spielbericht             |         |                         | Sportski centar Morača, Podgorica Zuschauer: 2.300 Schiedsrichter: Brunner, Salah |

| 11. März 2018 17:00 Uhr | SG BBM Bietigheim                    | 27:23   | FTC-Rail Cargo Hungaria  | MHPArena, Ludwigsburg Zuschauer: 1.395 Schiedsrichter: Tzaferopoulos, Bethmann |
| 11. März 2018 17:00 Uhr | meiste Tore: Hundahl, F. Woller je 5 | (16:11) | meiste Tore: Jovanović 7 | MHPArena, Ludwigsburg Zuschauer: 1.395 Schiedsrichter: Tzaferopoulos, Bethmann |
| 11. März 2018 17:00 Uhr | Spielbericht                         |         |                          | MHPArena, Ludwigsburg Zuschauer: 1.395 Schiedsrichter: Tzaferopoulos, Bethmann |

| 11. März 2018 17:00 Uhr | Metz Handball          | 35:29   | Thüringer HC            | Palais omnisports Les Arènes, Metz Zuschauer: 4.159 Schiedsrichter: Alpaidse, Berjoskina |
| 11. März 2018 17:00 Uhr | meiste Tore: Houette 8 | (17:19) | meiste Tore: Luzumová 9 | Palais omnisports Les Arènes, Metz Zuschauer: 4.159 Schiedsrichter: Alpaidse, Berjoskina |
| 11. März 2018 17:00 Uhr | Spielbericht           |         |                         | Palais omnisports Les Arènes, Metz Zuschauer: 4.159 Schiedsrichter: Alpaidse, Berjoskina |

## Viertelfinale
Im Viertelfinale nehmen die vier bestplatzierten Mannschaften der beiden Hauptrundengruppen teil, die überkreuz aufeinandertreffen. Die Gewinner qualifizieren sich für das Final Four.

### Qualifizierte Teams
| - Győri ETO KC - GK Rostow am Don - CSM Bukarest - FC Midtjylland Håndbold - ŽRK Vardar SCBT - Metz Handball - FTC-Rail Cargo Hungaria - ŽRK Budućnost Podgorica |

| Mannschaft 1                                            | Mannschaft 2                   | Hinspiel             | Rückspiel            | Gesamt  |
| ------------------------------------------------------- | ------------------------------ | -------------------- | -------------------- | ------- |
| ŽRK Budućnost Podgorica Raičević 18                     | Győri ETO KC Görbicz 19        | 07.04.2018 19:00 Uhr | 14.04.2018 19:00 Uhr | 48 : 56 |
| ŽRK Budućnost Podgorica Raičević 18                     | Győri ETO KC Görbicz 19        | 20 : 26 (09 : 12)    | 28 : 30 (15 : 15)    | 48 : 56 |
| ŽRK Budućnost Podgorica Raičević 18                     | Győri ETO KC Görbicz 19        | 2.500 Zuschauer      | 5.237 Zuschauer      | 48 : 56 |
| FC Midtjylland Håndbold Kristiansen 15                  | ŽRK Vardar SCBT Lekić 12       | 06.04.2018 19:00 Uhr | 14.04.2018 17:00 Uhr | 48 : 56 |
| FC Midtjylland Håndbold Kristiansen 15                  | ŽRK Vardar SCBT Lekić 12       | 23 : 24 (16 : 13)    | 25 : 32 (12 : 17)    | 48 : 56 |
| FC Midtjylland Håndbold Kristiansen 15                  | ŽRK Vardar SCBT Lekić 12       | 2.509 Zuschauer      | 4.300 Zuschauer      | 48 : 56 |
| FTC-Rail Cargo Hungaria Jovanović, Kovacsics, Pena je 7 | GK Rostow am Don Wjachirewa 15 | 07.04.2018 17:00 Uhr | 14.04.2018 16:00 Uhr | 51 : 63 |
| FTC-Rail Cargo Hungaria Jovanović, Kovacsics, Pena je 7 | GK Rostow am Don Wjachirewa 15 | 29 : 31 (15 : 16)    | 22 : 32 (12 : 20)    | 51 : 63 |
| FTC-Rail Cargo Hungaria Jovanović, Kovacsics, Pena je 7 | GK Rostow am Don Wjachirewa 15 | 2.489 Zuschauer      | 3.500 Zuschauer      | 51 : 63 |
| CSM Bukarest Neagu 18                                   | Metz Handball Gros 12          | 06.04.2018 20:30 Uhr | 15.04.2018 17:00 Uhr | 54 : 48 |
| CSM Bukarest Neagu 18                                   | Metz Handball Gros 12          | 34 : 21 (19 : 13)    | 20 : 27 (09 : 14)    | 54 : 48 |
| CSM Bukarest Neagu 18                                   | Metz Handball Gros 12          | 4.874 Zuschauer      | 4.835 Zuschauer      | 54 : 48 |

## Final Four

### Qualifizierte Teams
Für das Final Four qualifiziert sind:
| CSM Bukarest Győri ETO KC ŽRK Vardar SCBT GK Rostow am Don |

### Halbfinale
Die Halbfinalspiele finden am 12. Mai 2018 statt. Der Gewinner jeder Partie zieht in das Finale der EHF Champions League 2018 ein.
| Mannschaft 1     | Endergebnis       | Mannschaft 2    | Datum und Zeit          |
| ---------------- | ----------------- | --------------- | ----------------------- |
| CSM Bukarest     | 20 : 26 (10 : 12) | Győri ETO KC    | 12.05.18, Sa. 15:15 Uhr |
| GK Rostow am Don | 19 : 25 (07 : 10) | ŽRK Vardar SCBT | 12.05.18, Sa. 18:00 Uhr |

#### 1. Halbfinale
12. Mai 2018 in Budapest, Papp László Budapest Sportaréna, 12.000 Zuschauer
CSM Bukarest: Grubišić, Ungureanu – Neagu (6), Kurtović   (4), Manea (4), Mehmedović (3), Curea (1), Gulldén (1), Jørgensen (1), Ayglon-Saurina , Bazaliu, Frafjord, Hagman , Jacobsen, Niombla, Udriștioiu
Győri ETO KC: Kiss, Grimsbø – Groot    (7), Görbicz (5), Oftedal  (5), Amorim  (4), Bognár-Bódi (2), Broch  (2), Althaus (1), Afentaler, Fodor, González, Hansen, Mørk, Pál, Puhalák
Schiedsrichter:  Dalibor Jurinović, Marko Mrvica

#### 2. Halbfinale
12. Mai 2018 in Budapest, Papp László Budapest Sportaréna, 12.000 Zuschauer
GK Rostow am Don: Pessoa, Sedoikina – Iljina (5), Bulatović (3), Wjachirewa  (3), Dembélé  (2), Makejewa (2), Rodrigues Belo (2), Cabral Barbosa (1), Kalinitschenko (1), Borschtschenko , Manaharowa, Petrowa , Sen, Sliwinskaja, Sudakowa
ŽRK Vardar SCBT: Leynaud, Suslina – Lekić  (7), Penezić (7), Radičević (4), Lazović  (3), Lacrabère (2), Čanađija   (1), Ristovska (1), Cvijić , Keramičieva , Chmyrowa, Klikovac, Kusnezowa, Petrović, Sazdovska
Schiedsrichter:  Diana Carmen Florescu, Anamaria Stoia

### Kleines Finale
Das Spiel um Platz 3 fand am 13. Mai 2018 statt. Der Gewinner der Partie ist Drittplatzierter der EHF Champions League 2018.
| Mannschaft 1 | Endergebnis       | Mannschaft 2     | Datum und Zeit          |
| ------------ | ----------------- | ---------------- | ----------------------- |
| CSM Bukarest | 31 : 30 (19 : 14) | GK Rostow am Don | 13.05.18, So. 15:15 Uhr |

13. Mai 2018 in Budapest, Papp László Budapest Sportaréna, 12.000 Zuschauer, Spielbericht
CSM Bukarest: Grubišić, Ungureanu – Jørgensen   (7), Gulldén  (6), Curea  (5), Neagu (3), Udriștioiu (3), Niombla (2), Frafjord (1), Kurtović (1), Manea (1), Jacobsen (1), Mehmedović  (1), Ayglon-Saurina , Bazaliu, Hagman
GK Rostow am Don: Pessoa, Mechdijewa – Borschtschenko (5), Sudakowa (5), Bulatović  (4), Kalinitschenko (4), Iljina (3), Cabral Barbosa (2), Dembélé (2), Makejewa (2), Manaharowa  (1), Petrowa (1), Sen (1), Sliwinskaja, Stepanowa, Wjachirewa
Schiedsrichter:  Anđelina Kažanegra, Jelena Mitrović

### Finale
Das Finale fand am 13. Mai 2018 statt. Der Gewinner der Partie ist Sieger der EHF Champions League 2018.
| Mannschaft 1 | Endergebnis                  | Mannschaft 2    | Datum und Zeit          |
| ------------ | ---------------------------- | --------------- | ----------------------- |
| Győri ETO KC | 27 : 26 (20 : 20; 9:9) n. V. | ŽRK Vardar SCBT | 13.05.18, So. 18:00 Uhr |

13. Mai 2018 in Budapest, Papp László Budapest Sportaréna, 12.000 Zuschauer, Spielbericht
Győri ETO KC: Kiss, Grimsbø – Groot  (9), Amorim   (6), Bognár-Bódi (4), Görbicz  (3), Hansen (3), Broch    (1), Oftedal (1), Afentaler, Althaus , Fodor, González, Mørk, Pál, Puhalák
ŽRK Vardar SCBT: Leynaud, Suslina – Lekić  (6), Radičević (4), Lacrabère (3), Lazović  (3), Penezić  (3), Čanađija (2), Kusnezowa (2), Ristovska (2), Cvijić    (1), Keramičieva, Chmyrowa, Klikovac, Petrović, Sazdovska
Schiedsrichter:  Charlotte Bonaventura, Julie Bonaventura

## Statistiken

### Torschützenliste
Die Torschützenliste zeigt die drei besten Torschützinnen in der EHF Champions League der Frauen 2017/18.
Zu sehen sind die Nation der Spielerin, der Name, die Position, der Verein, die gespielten Spiele, die Tore und die Ø-Tore.
| Pl. | Nation     | Spieler        | Pos. | Verein          | Sp. | Tore | Ø    |
| --- | ---------- | -------------- | ---- | --------------- | --- | ---- | ---- |
| 1.  | Rumänien   | Cristina Neagu | (RL) | CSM Bukarest    | 16  | 110  | 6,88 |
| 2.  | Tschechien | Iveta Luzumová | (RM) | Thüringer HC    | 12  | 105  | 8,75 |
| 3.  | Kroatien   | Andrea Penezić | (RL) | ŽRK Vardar SCBT | 16  | 92   | 5,75 |